# Ziemia i Słońce
Ziemia i Słońce – drugi album studyjny kieleckiego zespołu Ankh. Nagrania dokonano w styczniu 1995 roku w „Modern Sound Studio” w Gdyni. Na półki sklepów trafił 7 marca 1995 nakładem wytwórni Mega Czad. Za realizację i produkcję wydawnictwa odpowiedzialny był Adam Toczko, za mastering Grzegorz Piwkowski. Reedycja albumu miała miejsce w 2003 przez Metal Mind Records i Rock Symphony - Brazylia. Stylistyka albumu jest rozwinięciem debiutanckiego albumu Ankh.

## Lista utworów
1. Początek - 1:25
2. Erotyk (słowa Krzysztof Kamil Baczyński) - 7:40
3. Ziemia - 4:19
4. Dudziarz (według H. Wieniawskiego) - 2:58
5. Pieśń o wędrówce - 7:13
6. Miłość utracona - 3:55
7. Vivace (według J.S. Bacha) - 3:36
8. Kiedy nadejdzie czas - 3:30
9. Poranek - 3:40
10. Dobry ptak - 4:12
11. Modlitwa - 5:00
12. Słońce - 4:27
13. Koniec - 0:51

## Twórcy
- Piotr Krzemiński - gitara elektryczna, śpiew
- Michał Jelonek - skrzypce, instrumenty klawiszowe
- Jacek Gabryszek - perkusja, instrumenty perkusyjne
- Krzysztof Szmidt - gitara basowa

### Gościnnie
- Bartek Woś - altówka
- Robert Idzik - wiolonczela